# 변압기

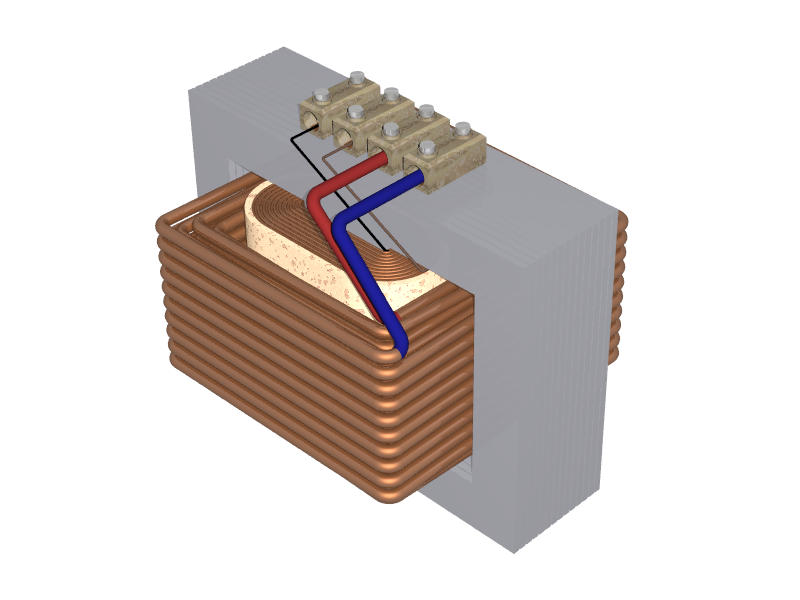

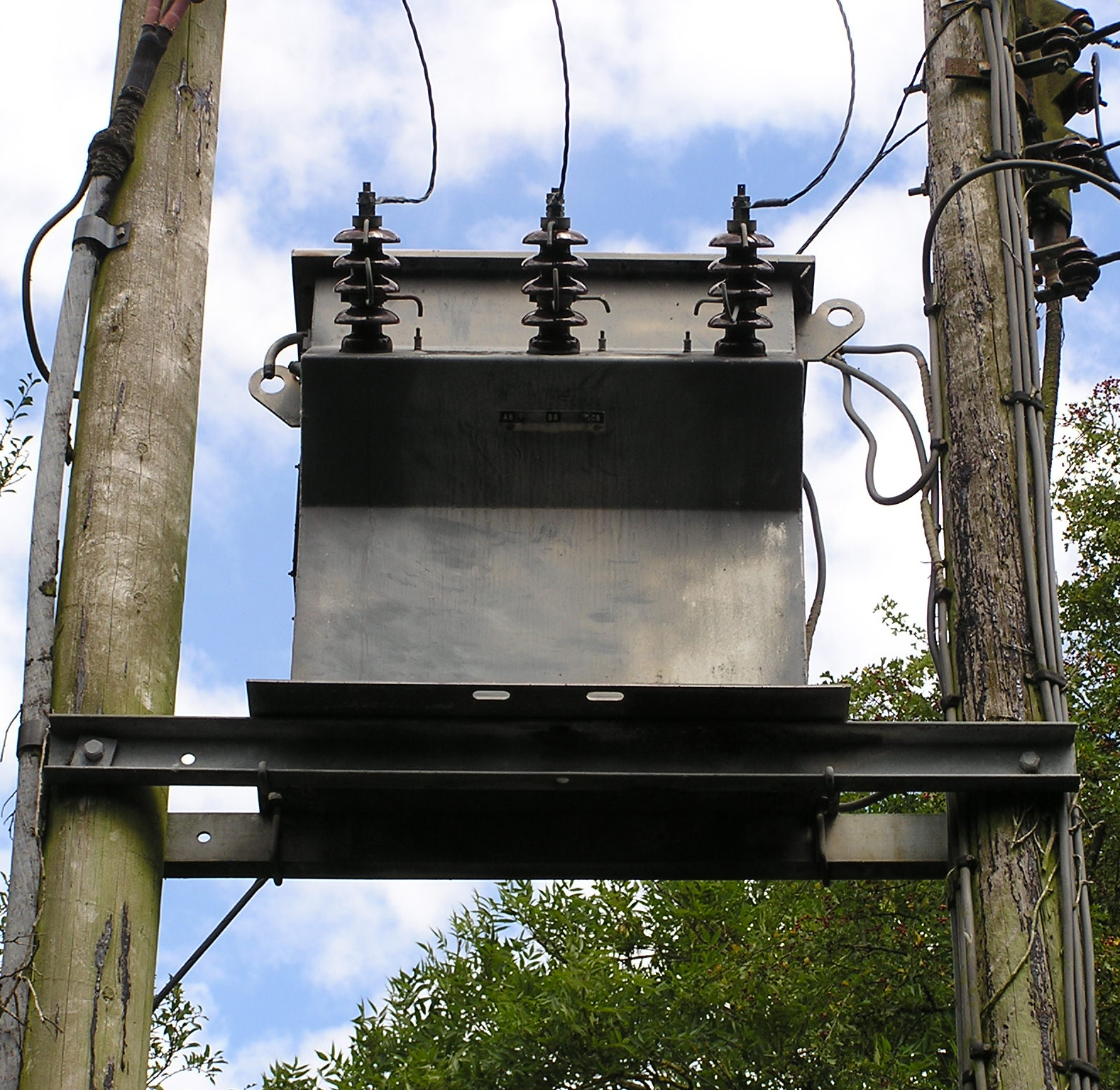
3상의 강압 변압기

변압기(變壓器, 영어: transformer 트랜스포머[*])는 유도성 전기 전도체를 통해 두 개 이상의 회로 사이에서 전기 에너지를 전달하는 정적 유형(static: 고정형) 장치를 말한다. 전류와 전압을 변화시키는 장치로, 처음 회로의 변화하는 전류는 변화하는 자기장을 만들어 낸다. 또, 이 자기장은 2차 회로에서 변화하는 전압을 유도한다. 2차 회로에 부하를 더함으로써 전압기에서 전류를 만들어 한 회로의 에너지를 다른 회로로 전달할 수 있다.
트랜스라는 용어는 (전기) 트랜스포머((electrical) transformer)에서 비롯된 것이며, 도란스 혹은 토란스(トランス)는 일본어식 영어에서 온 낱말이다.

## 등가 회로

변압기의 등가 회로 그림

## 같이 보기
- 코일
- 전자기학
- 승압기
- 감압기